# William Stanley Jr.
William Stanley Jr. (ur. 22 listopada 1858 w Brooklynie, zm. 14 maja 1916 w Great Barrington) – amerykański fizyk, inżynier elektrotechnik i wynalazca, jeden z pionierów elektrotechniki, autor 129 patentów dotyczących różnych urządzeń elektrycznych.

## Życiorys

### Dzieciństwo i młodość
Był synem Williama Stanleya, prawnika, i Elizabeth Adelaide Parsons. Już w młodości przejawiał duże zainteresowania techniczne. Początkowo posiadał prywatnych nauczycieli, później uczęszczał do Williston Academy w Easthampton, którą ukończył w 1877. W tym samym roku rozpoczął zgodnie z wolą ojca studia prawnicze na Uniwersytecie Yale, ale przerwał je po paru miesiącach i zawiadamił rodziców w lakonicznym liście o swoim wyjeździe do Nowego Jorku.

### Wczesna kariera
W Nowym Jorku pracował w wytwórni aparatów telegraficznych, następnie pożyczył od ojca 2000$ i założył przedsiębiorstwo galwanizerskie. Spłacił pożyczkę i rozpoczął pracę jako asystent znanego wynalazcy Hirama Maxima w U.S. Electric Lighting Company. Gdy jego przedsiębiorstwo połączyło się z Arc Light Company został asystentem Edwarda Westona. Zdobył w tym czasie dużą wiedzę w dziedzinie urządzeń elektrycznych. W 1883 Stanley założył własne przedsiębiorstwo w Englewood i przez około dwa lata zajmował się akumulatorami oraz oświetleniem elektrycznym.

### Współpraca z Westinghouse

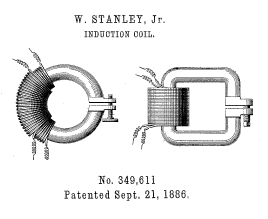
Rysunek z jednego z patentów Stanleya przedstawiający transformator z zamkniętym rdzeniem

W 1885 Stanley rozpoczął współpracę z Westinghouse Electric Company, gdzie pracował nad systemami energetycznymi prądu zmiennego. W marcu 1886 Stanley zainstalował w Great Barrington kompletny system zasilania prądem zmiennym wraz z prądnicą i transformatorami własnej konstrukcji, pierwszymi praktycznie użytecznymi, umożliwiającymi wydajne przesyłanie energii na znaczące odległości. Przedsięwzięcie zakończyło się sukcesem i obecnie jest uważane za jeden z kroków milowych rozwoju elektroenergetyki.

### Stanley Electric Manufacturing Company
W 1888 Stanley opuścił Westinghouse Electric Company, do 1890 był jeszcze konsultantem przedsiębiorstwa mimo trudności ze współpracą z George’em Westinghouse’em. Założył w Pittsfield własne przedsiębiorstwo, Stanley Electric Manufacturing Company. Z udziałem Cummingsa Chesneya oraz Johna Kelly’ego zaprojektował system energetyczny prądu zmiennego znany jako system SKC. W latach 90. przedsiębiorstwo Stanleya zainstalowało go w kilku zakładach włókienniczych. Stanley zaprojektował miernik energii elektrycznej, dokonał różnych ulepszeń w konstrukcji prądnic, silników i transformatorów.
Początkowo Stanley projektował linie przesyłowe na napięcie 1 kV, szybko jednak dostrzegł korzyści wynikające z wyższych napięć. W 1892 powstała w Pittsfield linia 15 kV. Przedsiębiorstwo Stanleya miało znaczący wkład w rozwój techniki wysokich napięć. W 1902 Stanlej sprzedał je General Electric (GE), po czym pracował w radzie naukowej GE.
W 1912 otrzymał medal Edisona za rozwój systemów i urządzeń prądu zmiennego.
William Stanley zmarł na gruźlicę w Great Barrington po długiej chorobie.